# Alessia Morani
Alessia Morani (Sassocorvaro, 3 gennaio 1976) è una politica italiana.
È stata deputata alla Camera dal 15 marzo 2013 al 12 ottobre 2022 per il Partito Democratico e sottosegretaria di Stato al Ministero dello sviluppo economico dal 16 settembre 2019 al 13 febbraio 2021 nel governo Conte II.

## Biografia
Nata a Sassocorvaro, ma cresciuta a Macerata Feltria, nella provincia di Pesaro e Urbino, frequenta il liceo linguistico a Urbino e si laurea in giurisprudenza nel 2001 presso l'Università degli Studi di Urbino "Carlo Bo". Ha subito un autotrapianto di cellule staminali nel 2003 per sconfiggere la leucemia.
Dal 2009 al 2013 è stata membro del CdA di Pesaro Studi, Fano Ateneo e Fondazione Occhialini, mentre dal 2015 è blogger sull'Huffington Post.
È presidente dell'associazione Massimo Vannucci, dedicata al parlamentare con il quale Morani ha iniziato il suo percorso politico.

### Attività professionale
Svolge la pratica professionale presso lo studio legale dell'avvocato Michele Ambrosini.
È iscritta all'ordine degli avvocati di Urbino dal gennaio 2006, presso il cui foro svolge la professione di avvocata civilista, nello specifico matrimonialista.

## Attività politica

### Gli inizi
Impegnata fin da giovanissima nell'associazionismo e nel volontariato, l'attività politica inizia nel 1995, con l'elezione a segretario provinciale di Pesaro e Urbino della Sinistra Giovanile, l'organizzazione giovanile del Partito Democratico della Sinistra.
Nel 1998 aderisce alla svolta di Massimo D'Alema dal PDS ai Democratici di Sinistra (DS), venendo successivamente eletta segretario cittadino dei DS nella sezione di Macerata Feltria (PU), responsabile di zona del Montefeltro e membro della segreteria provinciale.
Nel 2006 entra a far parte del consiglio nazionale dei DS, mentre nel 2007 aderisce allo scioglimento dei DS, sancito dal congresso di quell'anno, e la sua confluenza nel Partito Democratico (PD), di cui da allora è membro dell'assemblea provinciale e regionale nelle Marche.

### Assessora comunale e provinciale
Ha ricoperto dal 2003 al 2009 l'incarico di consigliera comunale ed assessora del Comune di Macerata Feltria.
Dal 2009 al 2013 è stata assessora tecnica all'Istruzione nella giunta provinciale di Pesaro e Urbino presieduta da Matteo Ricci, pur non essendo riuscita ad essere eletta in Consiglio provinciale.

### Elezione a deputata
Nel dicembre 2012 partecipa alle elezioni primarie "Parlamentarie” del PD per selezionare i candidati al Parlamento in vista delle elezioni politiche, raccogliendo 3.045 preferenze a Pesaro e Urbino, venendo candidata alla Camera dei deputati, tra le liste del PD nella circoscrizione Marche in nona posizione, risultando eletta deputata come ultima degli eletti. Nel corso della XVII legislatura è stata membro della 2ª Commissione permanente Giustizia della Camera, oltre a ricoprire l'incarico di vice-presidente del gruppo parlamentare del PD alla Camera.
Il 9 dicembre 2013 viene scelta da Matteo Renzi, neo-segretario del Partito Democratico, per occupare il ruolo di responsabile giustizia all'interno dell'ufficio di segreteria del partito.

### Rielezione alla Camera
Alle elezioni politiche del 2018 viene rieletta alla Camera, tra le liste del PD nella medesima circoscrizione, entrando a far parte di nuovo della 2ª Commissione Giustizia di Montecitorio. Nel corso della XVIII legislatura è stata relatrice di un disegno di legge riguardante le norme sull'assegno di divorzio, che non sarà più legato solo al reddito, ma anche al patrimonio, all'età e alla condizione lavorativa del richiedente, e sarà cancellato in caso di nuovo matrimonio; che viene approvata alla Camera con 386 voti favorevoli (PD, M5S, Lega, Forza Italia e Leu), 19 d'astensione (FdI) e nessun contrario.
Alle elezioni primarie del PD del 2019 sostiene la mozione del segretario uscente Maurizio Martina, ex ministro delle politiche agricole nei governi Renzi e Gentiloni e rappresentante l'area "filo-renziana" del partito, ma che risulterà perdente arrivando secondo con il 22% dei voti dietro a Nicola Zingaretti (66%).

### Sottosegretaria allo sviluppo economico
In seguito alla nascita del governo Conte II tra PD, Movimento 5 Stelle e LeU, il 13 settembre 2019 viene nominata dal Consiglio dei ministri sottosegretario di Stato al Ministero dello sviluppo economico, affiancando il ministro pentastellato Stefano Patuanelli, insediandosi il 16 settembre 2019 e mantenendo l'incarico fino al 13 febbraio 2021.
Alle elezioni politiche anticipate del 2022, dopo un iniziale rifiuto, si ricandida alla Camera dei deputati, tra le liste del Partito Democratico - Italia Democratica e Progressista nel collegio plurinominale Marche in terza posizione, ma non riesce comunque ad essere eletta.

### Sviluppi successivi
Alle primarie del PD del 2023 sostiene la mozione di Stefano Bonaccini, presidente della Regione Emilia-Romagna, ma che risulta perdente venendo sconfitto dalla deputata del PD Elly Schlein.
Alle elezioni europee del 2024 viene candidata al Parlamento europeo, tra le liste del PD nella circoscrizione Italia centrale, raccogliendo 41.874 preferenze ma risultando la prima dei non eletti.